# Can Manent (Sabadell)
Can Manent és una masia de Sabadell (Vallès Occidental) inclosa a l'Inventari del Patrimoni Arquitectònic de Catalunya.

## Descripció
Situat al camí de Ripollet a Castellar del Vallès, el conjunt de Can Manent és format per diverses edificacions bastides al llarg del temps. El cos més important sobresurt de la resta en altura, amb unes golfes d'obertures d'arc de mig punt, i teulada a quatre vessants. La resta d'obertures, de petites dimensions, són rectangulars.

## Història
El Mas Manent es troba documentat des del segle xiii. La seva fesomia actual és el resultat de les diverses reformes i ampliacions realitzades al llarg del temps. El conjunt fou molt renovat l'any 1925, especialment la façana de migdia.